# Tolmomyias
Tolmomyias (breedbektirannen) is een geslacht van zangvogels uit de familie tirannen (Tyrannidae).

## Soorten
Het geslacht bevat de volgende soorten:
- Tolmomyias assimilis  – Spiegelbreedbektiran
- Tolmomyias flaviventris  – Geelbuikbreedbektiran
- Tolmomyias flavotectus  – Geelrandbreedbektiran
- Tolmomyias poliocephalus  – Grijskruinbreedbektiran
- Tolmomyias sulphurescens  – Groenkapbreedbektiran
- Tolmomyias traylori  – Oranjeoogbreedbektiran
- Tolmomyias viridiceps  – Olijfkopbreedbektiran